# Alexander G. Penn
Alexander Gordon Penn (* 10. Mai 1799 bei Stella, Patrick County, Virginia; † 7. Mai 1866 in Washington, D.C.) war ein US-amerikanischer Politiker. Zwischen 1850 und 1853 vertrat er den Bundesstaat Louisiana im US-Repräsentantenhaus.

## Werdegang
Noch in seiner Kindheit zog Alexander Penn mit seinen Eltern nach Lexington in Kentucky. Er besuchte die dortigen öffentlichen Schulen sowie später das Emory and Henry College in Marion (Virginia). Im Jahr 1821 zog Penn in das St. Tammany Parish in Louisiana. Dort wurde er in der Nähe von Covington als Pflanzer tätig. Gleichzeitig begann er als Mitglied der Demokratischen Partei eine politische Laufbahn.
Penn wurde Abgeordneter im Repräsentantenhaus von Louisiana. Zwischen 1843 und 1849 war er Posthalter in New Orleans. In den Jahren 1844, 1852, 1856 und 1860 nahm er als Delegierter an den jeweiligen Democratic National Conventions teil. Nach dem Tod des Abgeordneten John H. Harmanson wurde Penn bei der fälligen Nachwahl für den dritten Sitz seines Staates als dessen Nachfolger in das US-Repräsentantenhaus in Washington gewählt, wo er am 30. Dezember 1850 sein neues Mandat antrat. Da er bei den regulären Kongresswahlen des Jahres 1850 bestätigt wurde, konnte er bis zum 3. März 1853 im Kongress verbleiben. In dieser Zeit wurde dort viel über die Frage der Sklaverei debattiert. Penn war damals Vorsitzender des Ausschusses zur Kontrolle der Ausgaben des Postministeriums.
Nach seinem Ausscheiden aus dem US-Repräsentantenhaus kehrte er in das St. Tammany Parish zurück. Dort arbeitete er wieder als Pflanzer. Außerdem betrieb er eine Sägemühle in der Nähe von Covington. Nach Ende des Bürgerkrieges zog Alexander Penn nach Washington, wo er am 7. Mai 1866 verstarb.